# Saison 1967-1968 de l'ES Sétif
Pour un article plus général, voir ES Sétif.
Chronologie
Saison précédente Saison suivante
La saison 1967-1968 de l'ES Sétif est la 4e saison du club en première division du championnat d'Algérie. Le club sétifien s'adjugea le doublé championnat / Coupe. En championnat la compétition fut très serrée, le club gagna le titre qu'à l'ultime journée du championnat face au Mouloudia d'Oran grâce à une différence de buts favorable. En coupe d'Algérie, l'équipe s'adjugea son 4e trophée face au NA Hussein Dey.

## Compétitions

### Championnat

#### Rencontres
| Date                               | J           | Adversaire        | Lieu                         | Résultat | Buteurs pour l'ESS          | Références |
| MATCHES ALLER                      |             |                   |                              |          |                             | |
| D 1er octobre 1967                 | 1re journée | ASMOran           | stade bouakeul d'Oran        | 2 - 0    | Salhi 49 , Koussim 67       | la voix de l'oranie numéro 500 du samedi 21 juillet 2001 page 23 (62e partie de la rétrospective du football oranien). |
| D 8 octobre 1967                   | 2e journée  | CRBelcourt        | stade de Sétif               | 1 - 0    | Salhi 65                    | la voix de l'oranie numéro 500 du samedi 21 juillet 2001 page 23 (62e partie de la rétrospective du football oranien). |
| D 15 octobre 1967                  | 3e journée  | RCKouba           | Alger                        | 3 - 2    | Salhi (2buts) , Koussim     | la voix de l'oranie |
| D 22 octobre 1967                  | 4e journée  | MCSaida           | Sétif                        | 1 - 0    | Salhi                       | la voix de l'oranie |
| D 29 octobre 1967                  | 5e journée  | ESGuelma          | Guelma                       | 0 - 1    | -                           | la voix de l'oranie |
| D 5 novembre 1967                  | 6e journée  | MOConstantine     | Sétif                        | 3 - 1    | ?                           | la voix de l'oranie |
| D 19 novembre 1967                 | 7e journée  | USMAnnaba (Hamra) | stade chabou abdelkader      | 0 - 0    | -                           | la voix de l'oranie |
| D 3 décembre 1967                  | 8e journée  | JSMSkikda         | Sétif                        | 1 - 1    | Koussim 64                  | la voix de l'oranie |
| D 14 janvier 1968 * (match retard) | 9e journée  | USMBel Abbès      | stade des 3 frères amarouche | 0 - 0    | -                           | la voix de l'oranie |
| D 7 janvier 1968                   | 10e journée | NAHussein Dey     | Alger                        | 0 - 0    | -                           | la voix de l'oranie |
| D 21 janvier 1968                  | 11e journée | MCOran            | Sétif                        | 3 - 0    | Koussim 6 , 72 , Mattem 75  | la voix de l'oranie |
|                                    |             |                   |                              |          |                             | |
| fin des matches aller              |             |                   |                              |          |                             | |
| début des matches retour           |             |                   |                              |          |                             | |
|                                    |             |                   |                              |          |                             | |
| D 28 janvier 1968                  | 12e journée | ASMOran           | setif                        | 2 - 2    | Messaoudi 18 , Ghodhbane 50 | la voix de l'oranie |
| D 11 février 1968                  | 13e journée | CRBelcourt        | stade el-annassers à Alger   | 1 - 1    | Salhi 83                    | la voix de l'oranie |
| D 18 février 1968                  | 14e journée | RCKouba           | setif                        | 3 - 3    | Koussim 31 , Salhi 65 , 76  | la voix de l'oranie |
| D 17 mars 1968* (match retard)     | 15e journée | MCSaida           | saida                        | 2 - 3    | Mattem 40 , Bourouba 86 pen | la voix de l'oranie |
| MATCHS RETOUR                      |             |                   |                              |          |                             | |
| D 24 mars 1968                     | 16e journée | ESGuelma          | setif                        | 1 - 1    | Kharchi                     | la voix de l'oranie |
| D 31 mars 1968                     | 17e journée | MOConstantine     | stade benabdelmalek          | 1 - 2    | Koussim                     | la voix de l'oranie |
| D 14 avril                         | 18e journée | USMAnnaba (Hamra) | setif                        | 3 - 0    | Koussim , Belkheir , Salhi  | la voix de l'oranie |
| D 21 avril 1968                    | 19e journée | JSMSkikda         | Skikda                       | 2 - 2    | ....., Koussim 90           | la voix de l'oranie |
| D 28 avril 1968                    | 20e journée | USMBel Abbès      | setif                        | 2 - 0    | Kharchi 49 , Koussim 55     | la voix de l'oranie |
| D 9 juin 1968*(match retard)       | 21e journée | NAHussein Dey     | setif                        | 1 - 1    | ?                           | la voix de l'oranie |
| D 16 juin 1968                     | 22e journée | MCOran            | oran                         | 0 - 3    | -                           | la voix de l'oranie |
|                                    |             |                   |                              | -        |                             | |
|                                    |             |                   |                              | -        |                             | |
|                                    |             |                   |                              | -        |                             | |

#### Classement final
Le classement est établi sur le barème de points suivant : une victoire vaut 3 points, un match nul 2 points et une défaite 1 point.
| Rang | Équipe           | Pts | J  | G  | N | P  | Bp | Bc | Diff |
| ---- | ---------------- | --- | -- | -- | - | -- | -- | -- | ---- |
| 1    | ES Sétif C       | 49  | 22 | 9  | 9 | 4  | 32 | 22 | +10  |
| 2    | MC Oran          | 49  | 22 | 10 | 7 | 5  | 28 | 21 | +7   |
| 3    | CR Belcourt      | 48  | 22 | 11 | 4 | 7  | 39 | 24 | +15  |
| 4    | NA Hussein Dey T | 47  | 22 | 9  | 7 | 6  | 37 | 28 | +9   |
| 5    | ES Guelma        | 45  | 22 | 10 | 3 | 9  | 37 | 30 | +7   |
| 6    | RC Kouba         | 44  | 22 | 7  | 8 | 7  | 32 | 25 | +7   |
| 7    | USM Annaba       | 43  | 22 | 7  | 7 | 8  | 23 | 25 | -2   |
| 8    | MC Saïda         | 42  | 22 | 7  | 6 | 9  | 31 | 33 | -2   |
| 9    | ASM Oran         | 42  | 22 | 8  | 4 | 10 | 23 | 41 | -18  |
| 10   | USM Bel-Abbès P  | 41  | 22 | 5  | 9 | 8  | 21 | 21 | 0    |
| 11   | JSM Skikda P     | 41  | 22 | 7  | 5 | 10 | 23 | 32 | -9   |
| 12   | MO Constantine   | 37  | 22 | 6  | 3 | 13 | 25 | 49 | -24  |

Résultat
- Champion d'Algérie 1967-1968

Relégation
- Relégation en Nationale II

Abréviations
T : Tenant du titre

C : Vainqueur de la Coupe d'Algérie 1967-1968

P : Promus de Nationale II

### Coupe d'Algérie

#### Rencontres
| Date             | Tour                       | Adversaire                   | Stade (ville)                      | Résultat                     | Buteurs pour l'ESS                      |
| 11 décembre 1967 | Trente-deuxièmes de finale | ESS exempt (tenant du titre) | ESS exempt (tenant du titre)       | ESS exempt (tenant du titre) | ESS exempt (tenant du titre)            |
| 31 décembre 1968 | Seizièmes de finale        | ESS exempt (tenant du titre) | ESS exempt (tenant du titre)       | ESS exempt (tenant du titre) | ESS exempt (tenant du titre)            |
| 4 février 1968   | Huitièmes de finale        | MCAlger                      | stade benabdelmalek de constantine | 3 - 1                        | Koussim 29 , 55 , Salhi 83              |
| 25 février 1968  | Quart de finale            | SCMOran                      | stade du 19 juin 1965 d'oran       | 1 - 1                        | Belkhairi 27                            |
| 10 mars 1968     | Quart de finale*(rejoué)   | SCMOran                      | stade benabdelmalek de constantine | 2 - 1 ap                     | Salhi 76 , Belkhairi 104                |
| 7 avril 1968     | Demi-finale                | ESGuelma                     | stade benabdelmalek - constantine  | 2 - 1                        | Koussim 18 , Mattem 75                  |
| 19 mai 1968      | Finale                     | NAHussein - Dey              | stade el-annassers , alger         | 3 - 2 ap                     | Koussim 12 , Bouyahi 84 csc , Salhi 116 |